# Megarctosa melanostoma
Megarctosa melanostoma är en spindelart som först beskrevs av Cândido Firmino de Mello-Leitão 1941. 
Megarctosa melanostoma ingår i släktet Megarctosa och familjen vargspindlar. Inga underarter finns listade i Catalogue of Life.